# Rovensko pod Troskami
Rovensko pod Troskami (niem. Rowensko b. Turnau) − miasto w Czechach, w kraju libereckim, około 10 km na południe od Semily.
Według danych z 1 stycznia 2024, liczba mieszkańców miasta wynosi 1415 osób (1065. miejsce w kraju wśród miejscowości; 548. miejsce wśród miast).

## Demografia
| Rok             | 1970  | 1980  | 1991  | 2001  | 2003  | 2008  | 2016  | 2024  |
| --------------- | ----- | ----- | ----- | ----- | ----- | ----- | ----- | ----- |
| Liczba ludności | 1 460 | 1 334 | 1 254 | 1 262 | 1 267 | 1 215 | 1 278 | 1 415 |

Źródło: Czeski Urząd Statystyczny